# عبد العزيز محمد السبيل
عبد العزيز محمد السبيِّل (ولد في القصيم عام 1955)، كاتب وباحث وإعلامي سعودي، رئيس مركز الملك عبد العزيز للتواصل الحضاري، والوكيل السابق للشؤون الثقافية لدى وزارة الثقافة والإعلام سابقًا، والأمين العام لهيئة جائزة الملك فيصل العالمية، وهو أحد أبناء محمد بن عبد الله السبيل الذي كان إمامًا وخطيبًا للحرم المكي.
رأس قسم اللغة العربية وكان عضوًا في لجنة البحوث والمعلومات بجامعة الملك عبد العزيز، وشغل منصب رئيس لجنة النشاط الثقافي في جمعية الثقافة والفنون بجدة، وعمل رئيسًا للجنة تطوير الخطة الدراسية في جامعة الملك سعود، ومستشار البرامج الإنسانية بعمادة الدراسات العليا في نفس الجامعة، وكان أحد أعضاء اللجنة العلمية لمؤتمر الأدباء السعوديين الثاني عام 1998، ورئيسًا للمؤتمر الثالث عام 2009.
ويُعرف بنشاطه الثقافي الملحوظ في جميع المحافل المحلية والعالمية، وإسهاماته العديدة في الترجمة والبحث العلمي، إذ أصدر ترجمات منفردة وأخرى بشراكة مع آخرين، وله كتاب جمع فيه مقالاته ونشره بعنوان (عروبة اليوم: رؤى ثقافية) عام 2010، وقد أُصدر عنه كتاب ضم مجموعة لقاءات ومقالات كتبت في المرحلة التي تلت استقالته من وزارة الثقافة والإعلام، أعدّ الكتاب الدكتور حسن النعمي ونشره بعنوان (عبد العزيز السبيل: قراءة في مرحلة).

## حياته
- ولد في القصيم عام 1955، ودرس في مكة حيث كان يعمل والده فيها إمامًا وخطيبًا للحرم المكي.
- حصل على البكالوريوس في اللغة العربية من جامعة الملك عبد العزيز عام 1977.
- عُيّن معيدًا في جامعة الملك عبد العزيز إلى أن جاء ابتعاثه للولايات المتحدة.[1]
- أكمل دراساته العليا وحصل على الماجستير والدكتوراة من جامعة إنديانا عام 1991،[7] وكانت دراساته في الأدب العربي الحديث والأدب المقارن.
- حين عاد إلى السعودية عُيّن أستاذًا مساعدًا في جامعة الملك عبد العزيز بكلية الآداب، ثم أستاذًا مشاركًا، لاحقاًً عمل كأستاذ مشارك في جامعة الملك سعود في كلية الآداب.[8]
- عُيّن وكيلًا لوزارة الثقافة والإعلام للشؤون الثقافية عام 2005.
- أسس عدد من المجلات العلمية والثقافية المنطلقة من نادي جدة الأدبي ورأس إدارة تحريرها، كدورية (نوافذ) المعنية بترجمة الأدب العالمي التي بدأت بالنشرعام 1997، ودورية (الراوي) المعنية بالفن القصصي التي استمرت بالنشر من عام 1998 وحتى عام 2007.[1]
- أعد وقدم برنامج على الإذاعة السعودية بعنوان "أغنية وشاعر" حاور فيه كبار الأدباء.[9]

## العمل والمناصب
تولى خلال مسيرته عدة مناصب في إدارة القطاع الثقافي السعودي منها:
- رئيس مجلس أمناء مركز الملك عبد العزيز للتواصل الحضاري من فبراير 2018.[10]
- وكيل وزارة الثقافة والإعلام للشؤون الثقافية من عام 2005 إلى عام 2010.[11][12]
- عضو مجلس الأمناء في جائزة الملك عبد الله بن عبد العزيز العالمية للترجمة من 2009.
- الأمين العام لجائزة الملك فيصل العالمية من عام 2015.[13]
- عضو في المعهد الملكي للفنون التقليدية.[14]
- عضو مجلس أمناء "مجمع الملك سلمان العالمي للغة العربية".[15]
- عضو في نادي جدة الأدبي.
- عضو في نادي الرياض الأدبي.[16]
- نائب رئيس تحرير جريدة "سعودي غازيت" التي تصدر باللغة الإنجليزية 1999- 2004.[17]
- رئيس تحرير المجلة العربية من 2007 حتى 2008.[18]
- المشرف العام على معرض الرياض الدولي للكتاب سابقاً من 2007 وحتى 2009.[19]
- مستشار وزير التربية والتعليم للثقافة والإعلام في 2010-2014.
- رئيس مجلس إدارة الجامعة الإسلامية في أوغندا منذ 2015.
- عضو مجلس إدارة الجمعية السعودية للمحافظة على التراث منذ 2014.
- كبير مستشاري الأمين العام ومدير الديوان في منظمة التعاون الإسلامي 2014-2016.[20]

## مؤلفاته
أسهم في إصدار عدة كتب وبحوث بصفته باحثاً ومفكراً وأديباً وهي:
- كتاب قصائد من كوريا، ترجمة (1995).[1]
- كتاب أصوات التغيير: قصص قصيرة للنساء السعوديات" في ترجمة مشتركة عام (1997).
- بحث "مفهوم القصة القصيرة بين آراء النقاد ورؤى المبدعين" (1998).
- بحث "ثنائية النص: قراءة في رثائية مالك بن الريب" (1998).
- بحث "مرحلة النشأة في الرواية السعودية" (2000).
- كتاب تاريخ كمبردج للأدب العربي الحديث، تحرير وترجمة مشتركة (2002).
- بحث "الشعرنة بين السياسة والشعر" (2002).
- كتاب الثقافة عبر الترجمة: القصة القصيرة نموذجًا (2003).
- بحث "شعر التفعيلة في الأدب السعودي: سؤال الريادة والمُنجز" (2004).
- كتاب "قصص من الجزيرة العربية" مترجم للأسبانية (2005).
- عروبة اليوم: رؤى ثقافية، مقالات (2010).
- بحث "أزمة الموروث الثقافي: المثقف، المؤسسة، السلطة/ الثقافة العربية: المستقبل والتحديات" (2011).
- كتب "أصوات عربية جديدة: القصة القصيرة" (2014).
- بحث السرد والشعر: رؤى نقدية" (2019).

## تكريم وجوائز
- أقام نادي الرياض الأدبي في 2019 حفل تكريم للدكتور عبد العزيز السبيل رعاه الأمير فيصل بن بندر بن عبد العزيز أمير منطقة الرياض،[21] ودشن أمير منطقة الرياض في حفل التكريم كتابين عن السبيل: (عبد العزيز السبيل.. مهندس الثقافة السعودية) وكتاب (عبد العزيز السبيل.. الشعر والسرد.. رؤى نقدية).[22]
- فاز بجائزة شخصية العام الثقافية في الدورة الثانية من مبادرة الجوائز الثقافية الوطنية عام 2022، وذلك تقديراً لمسيرته الأدبية والثقافية الثريّة.[23]